# Англійський пацієнт (фільм)
«Англійський пацієнт» (англ. «The English Patient») — фільм-драма, знятий Ентоні Мінгеллою в 1996 році. Картина побудована на основі однойменного роману Майкла Ондатже, за який письменник в 1992 році отримав Букерівську премію. Він тісно співпрацював з кінокомпанією під час створення фільму і заявив, що задоволений тим, яким вийшов фільм.
Прем'єра фільму в США відбулась 6 листопада 1996 року в Лос-Анджелесі, Каліфорнія. Дистриб'ютором фільму виступила компанія Miramax Films. Бюджет картини становив 27 мільйонів доларів, а касові збори по всьому світу — понад 230 мільйонів доларів.
В 1996 році фільм був висунутий на отримання премії Американської кіноакадемії в 12 номінаціях і отримав премії в 9 із них, в тому числі нагороду за «Найкращий фільм». Також фільм був удостоєний двох премій «Золотий глобус» та шести премій Британської академії кіно і телебачення.

## Сюжет
Над Сахарою летить біплан. У його кабіні двоє: на передньому сидінні молода жінка в шовковій хустці, за штурвалом — чоловік. Несподівано літак збивають з землі солдати, одягнені в німецьку форму (стає зрозуміло, що дія відбувається в період Другої світової війни). Підбитий літак стрімко падає, пілот намагається вивести його з крутого піке, але невдало — літак врізається в землю в декількох милях від того місця, де був підбитий, вибухає і горить.
Туареги знаходять уламки літака і пасажирів. Чоловік ще живий. Його загортають в тканину і везуть через пустелю до місцевого лікаря, який рятує йому життя. Хоча пілот вижив, але він тепер мало схожий на людину. Це шматок обгорілої, покритої шрамами плоті. Життя ще тримається в ньому, але його згасання очевидне. Пілот не пам'ятає нічого, навіть свого імені. Для оточення він просто «англійський пацієнт».
Після переправлення в Європу, в Італію, англійський пацієнт виявляється під опікою молодої медсестри Ханни. Тривають останні дні війни. Італія повсюдно звільняється союзними американськими й англійськими військами.
Усвідомлюючи неминучість смерті свого підопічного, Ханна вирішує не рухатися за санітарним поїздом, а залишитися з пацієнтом удвох в невеликому спорожнілому італійському монастирі, щоб дочекатися кінця.
Несподівано третім компаньйоном вмираючого і його доглядальниці стає загадковий канадець зі знівеченими руками, на прізвище Караваджо. Караваджо шукає людину, через яку йому довелося перенести тортури нацистів, людину, яка видала агентурну мережу, учасником якої був Караваджо, і її учасників німцям.
На тлі розкішного весняного пробудження природи Італії протікають останні дні англійського пацієнта, який воскресає у своїй свідомості події, що передували фатальному обстрілу літака. Вмираючий розповідає Ханні історію його прекрасної любові до одруженої жінки, трагічно пересічну з історією провалу антифашистської агентурної мережі в Північній Африці.

## У ролях
| Актор               | Роль                 |
| ------------------- | -------------------- |
| Рейф Файнз          | граф Ласло де Алмаши |
| Жульєт Бінош        | Ханна                |
| Крістін Скотт Томас | Кетрін Кліфтон       |
| Віллем Дефо         | Девід Караваджо      |
| Невін Ендрюс        | лейтенант Кіп Сінх   |
| Колін Ферт          | Джефрі Кліфтон       |
| Кевін Вотлі         | сержант Гарді        |
| Юрген Прохнов       | майор Мюллер         |
| Джуліан Ведгем      | Медокс               |
| Реймонд Култгард    | Руперт Дуглас        |
| Ніно Кастельнуово   | Д'Агостіно           |

## Нагороди та номінації
Нижче перелічені основні нагороди та номінації. Повний список див. на IMDb.com [Архівовано 11 лютого 2013 у Wayback Machine.](англ.)

### Нагороди
- Премія «Оскар»
  - 1997 — Найкращий фільм
  - 1997 — Найкраща режисерська робота (Ентоні Мінгелла)
  - 1997 — Найкраща жіноча роль другого плану (Жульєт Бінош)
  - 1997 — Найкраща робота оператора (Джон Сил)
  - 1997 — Найкраща робота художника-постановника/декоратора (Стюарт Крейг, Стефані МакМіллан)
  - 1997 — Найкращий дизайн костюмів (Енн Рот)
  - 1997 — Найкращий звук (Волтер Мерч, Марк Бергер, Девід Паркер, Кристофер Ньюман)
  - 1997 — Найкращий монтаж (Волтер Мерч)
  - 1997 — Найкращий саундтрек до драматичного фільму (Габрієль Яред)
- Премія «Золотий глобус»
  - 1997 — Найкращий фільм (драма)
  - 1997 — Найкращий саундтрек (Габрієль Яред)
- Премія BAFTA
  - 1997 — Найкращий фільм
  - 1997 — Премія Ентоні Аскіта за музику до фільму (Габрієль Яред)
  - 1997 — Найкраща робота оператора (Джон Сіл)
  - 1997 — Найкращий монтаж (Волтер Мерч)
  - 1997 — Найкраща жіноча роль другого плану (Жульєт Бінош)
  - 1997 — Найкращий адаптований сценарій (Ентоні Мінгелла)
- Європейський кіноприз
  - 1997 — Найкраща актриса (Жульєт Бінош)
  - 1997 — Найкращий оператор (Джон Сіл)
- Премія «Греммі»
  - 1998 — Найкраща пісня, написана спеціально для художнього фільму або телепередачі (Габрієль Яред)

### Номінації
- Премія «Оскар»
  - 1997 — Найкраща чоловіча роль (Рейф Файнз)
  - 1997 — Найкраща жіноча роль (Крістін Скот Томас)
  - 1997 — Найкращий адаптований сценарій (Ентоні Мінгелла)
- Премія «Золотий глобус»
  - 1997 — Найкраща чоловіча роль у драматичному фільмі (Рейф Файнз)
  - 1997 — Найкраща жіноча роль у драматичному фільмі (Крістін Скот Томас)
  - 1997 — Найкраща жіноча роль другого плану (Жульєт Бінош)
  - 1997 — Найкращий режисер (Ентоні Мінгелла)
  - 1997 — Найкращий сценарій (Ентоні Мінгелла)
- Премія BAFTA
  - 1997 — Премія Девіда Ліна за режисуру
  - 1997 — Найкращий дизайн костюмів (Енн Рот)
  - 1997 — Найкращий грим (Фабріціо Сфорза, Найджел Бут)
  - 1997 — Найкраща чоловіча роль (Рейф Файнз)
  - 1997 — Найкраща жіноча роль (Крістін Скот Томас)
  - 1997 — Найкращий художній дизайн (Стюарт Крейг)
  - 1997 — Найкращий звук (Волтер Мерч, Марк Бергер, Пет Джексон, Девід Паркер, Крістофер Ньюман, Іван Шеррок)
- Європейський кіноприз
  - 1997 — Найкращий фільм
- Премія «Сезар»
  - 1998 — Найкращий фільм іноземною мовою